# Милан Манић
Милан Манић (Пирот, 1979) је српски сликар и књижевник.

## Биографија
Манић живи и ради у Панчеву. Члан је УЛУС-а.
Имао је неколико самосталних и више од 100 колективних изложби у Србији и иностранству. Објавио је две књиге поезије и прозе.
Песме и приче је објављивао у бројним часописима и зборницима у Србији, БиХ, Црној Гори и Хрватској. Награђиван је за ликовно стваралаштво и добитник је више књижевних награда и признања